# Mill Beck (Windermere)
Der Mill Beck ist ein Wasserlauf im Lake District, Cumbria, England.
Der Mill Beck entsteht nördlich des School Knott und östlich des Ortes Windermere aus mehreren unbenannten kleinen Zuflüssen. Während die kleineren Zuflüsse in nördlicher Richtung fließen, wendet sich der Mill Beck nach Westen und fließt durch den Ort Windermere, an dessen Ostseite er in den See Windermere mündet.